# Кронхардт, Вилли
Ви́лли Кро́нхардт (нем. Willi Kronhardt; род. 17 февраля 1969 год, посёлок Токаревка, Тельманский район, Карагандинская область, Казахская ССР, СССР) — бывший немецкий футболист, полузащитник, ныне тренер и футбольный скаут. Один из первых футболистов, уроженцев Казахстана, игравших во Второй Бундеслиге.

## Биография
Родился в 1969 году в посёлке Токаревка Карагандинской области Казахстана. Мать — казахстанская немка, отец — русский. Проживая в Токаревке Вилли Кронхардт увлекался хоккеем. В возрасте 8 лет семья Кронхардта переехала в Германию, где он начал играть в футбол.
В период с 1990 по 2002 годы выступал за клубы Региональной лиги и Второй Бундеслиги. Играл на позиции защитника. Во Второй Бундеслиге провёл 68 матчей, забил 2 гола.
Наиболее ярким моментом в его игровой карьере была игра за ФК «Энерги» из Котбуса. Весной 1997 года команда под руководством Эдуарда Гайера вышла в полуфинал Кубка Германии по футболу, где разгромила «Карлсруэ» со счётом 3:0. Счёт в матче на 64-й минуте открыл Вилли Кронхардт, после которого игрок надев футболку на голову пробежал по полю. Под футболкой была майка фирмы Jako, что способствовало продвижению бренда. В финале «Энерги» проиграла «Штутгарту» 2:0.
Работал тренером футбольного клуба «Аль-Меррейх», с которым выиграл чемпионат и Кубок Судана.
Работал скаутом в московском «Локомотиве» (Россия) и «Кёльне».

## Достижения

### В качестве игрока
- Финалист Кубка Германии: 1996/1997

### В качестве тренера
- Обладатель Кубка Судана: 2010 (с «Аль-Меррейх»)
- Чемпион Судана: 2010/11 (с «Аль-Меррейх»)